# Alison Hargreaves
Alison Jane Hargreaves (Mickleover, Anglaterra, 17 de febrer de 1962 – K2, Pakistan, 13 d'agost de 1995) fou una alpinista britànica. Destacà per haver coronat l'Everest en solitari l'any 1995, sense oxigen suplementari o el suport d'un equip de xerpes. També va ser la primera alpinista (1988) a coronar totes les grans cares nord dels Alps en una temporada, gesta que inclou la cara nord de l'Eiger. Entre els ascensos destacats de Hargreaves també s'hi inclou l'Ama Dablam, al Nepal.
L'any 1995, Hargreaves tenia la intenció d'ascendir a les tres muntanyes més altes del món —l'Everest, el K2, i el Kangchenjunga— en solitari. Va aconseguir coronar el primer dels tres cims, el 13 de maig de 1995, però tot just tres mesos més tard —el 13 d'agost— moria tot descendint del K2.

## Expedició al K2 i defunció

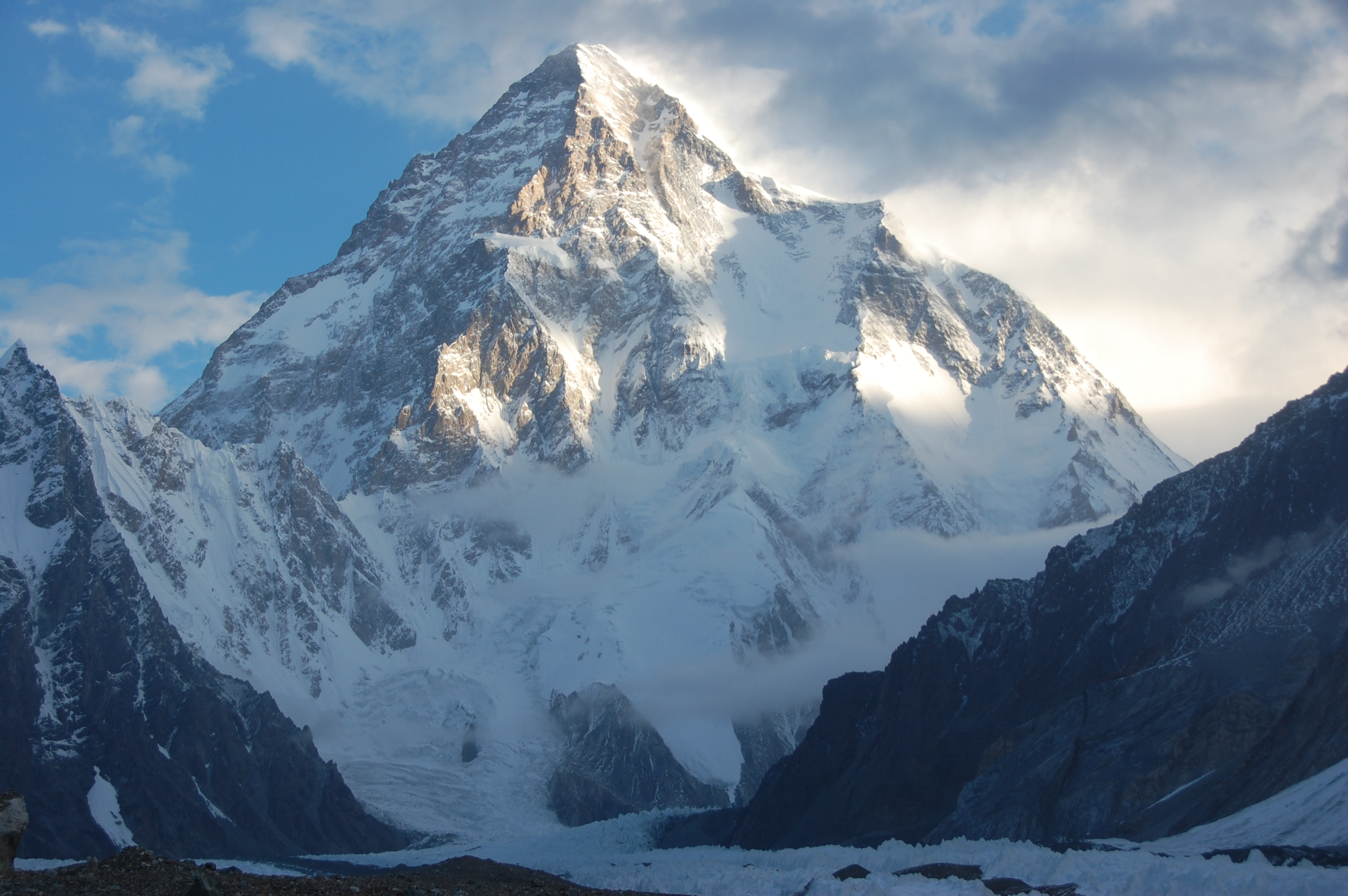
K2

Un cop coronat l'Everest i després d'un breu retorn al Regne Unit per visitar la seva família, el juny de 1995 Hargreaves s'unia a un equip americà que havia obtingut un permís per ascendir al K2, la segona muntanya més alta del món i considerada com un dels cims més difícils i perillosos del planeta. El 13 d'agost, alguns membres de l'equip americà i Hargreaves van unir-se a un equip canadenc i neozelandès al camp 4 (a uns 7600 metres d'altura), entre els quals hi havia Peter Hillary, el fill de Sir Edmund Hillary, que va decidir girar cua tot i haver aconseguit contactar amb una expedició espanyola una mica més amunt del camp 4, perquè el temps semblava que començava a empitjorar. A tres quarts de set de la tarda, Hargreaves, Javier Olivar, Rob Slater, Javier Escartín, Lorenzo Ortiz i Bruce Grant, tots sis moriren enmig d'una tempesta que es desencadenà mentre tornaven del cim. Jeff Lakes, que havia decidit girar cua poc abans de fer cim, va aconseguir arribar a un dels camps d'altura, però malgrat tot mori a causa de l'exposició a les inclemències del temps.
L'endemà, dos escaladors espanyols, Pepe Garcés i Lorenzo Ortas, que havien sobreviscut a la tempesta al camp 4, descendien cap al camp base amb símptomes evidents de congelació i fatiga. Abans d'arribar al camp 3 van veure un anorac tacat de sang, una bota d'escalada i un arnès, que van identificar com de Hargreaves. Des del camp 3 també van veure un cos a la llunyania, que no van identificar amb certesa perquè no s'hi van apropar però sobre el qual tenien pocs dubtes que es tractava de Hargreaves, probablement enduta muntanya avall per la tempesta.
Després de l'accident, el Capità Fawad Khan —mitjancer entre els serveis de rescat i les expedicions afectades per l'accident— va declarar que havia demanat a Hargreaves que no anés més enllà del camp base, ja que seria un suïcidi endinsar-se a la muntanya quan el temps amenaçava d'empitjorar.

## Vida personal
Hargreaves va créixer a Belper, Derbyshire, i es va casar amb James Ballard. Quan va coronar la cara nord de l'Eiger, Hargreaves estava embarassada del seu primer fill, Tom Ballard, que al seu torn va esdevenir la primera persona a coronar en solitari les sis grans cares nord dels Alps en un mateix hivern, el de 2014-2015.